# Cantonul Monthermé
Cantonul Monthermé este un canton din arondismentul Charleville-Mézières, departamentul Ardennes, regiunea Champagne-Ardenne, Franța.

## Comune
- Bogny-sur-Meuse
- Deville
- Haulmé
- Les Hautes-Rivières
- Laifour
- Monthermé (reședință)
- Thilay
- Tournavaux